# رالف روزنبلوم
رالف روزنبلوم (انگلیسی: Ralph Rosenblum؛ ۱۳ اکتبر ۱۹۲۵ – ۶ سپتامبر ۱۹۹۵) یک تدوین‌گر اهل ایالات متحده آمریکا بود.
وی برنده جایزه بفتا بهترین تدوین در سال ۱۹۷۷ شده است.

## فیلم‌شناسی
- سفر طولانی به‌سوی شب (۱۹۶۲)
- وضعیت رفع خطر (۱۹۶۴)
- The Pawnbroker (۱۹۶۵)
- هزاران دلقک (۱۹۶۵)
- گروه (۱۹۶۶)
- تهیه‌کنندگان (۱۹۶۸)
- The Night They Raided Minsky's (۱۹۶۸)
- خدانگهدار کولمبوس (۱۹۶۹)
- پول را بردار و فرار کن (۱۹۶۹) (as Editorial Consultant)
- انقلابی قلابی (۱۹۷۱)
- در خواب فرو رفته (۱۹۷۳)
- عشق و مرگ (۱۹۷۵)
- آنی هال (۱۹۷۷)
- داخلی (۱۹۷۸)